# Corpo Truppe Volontarie

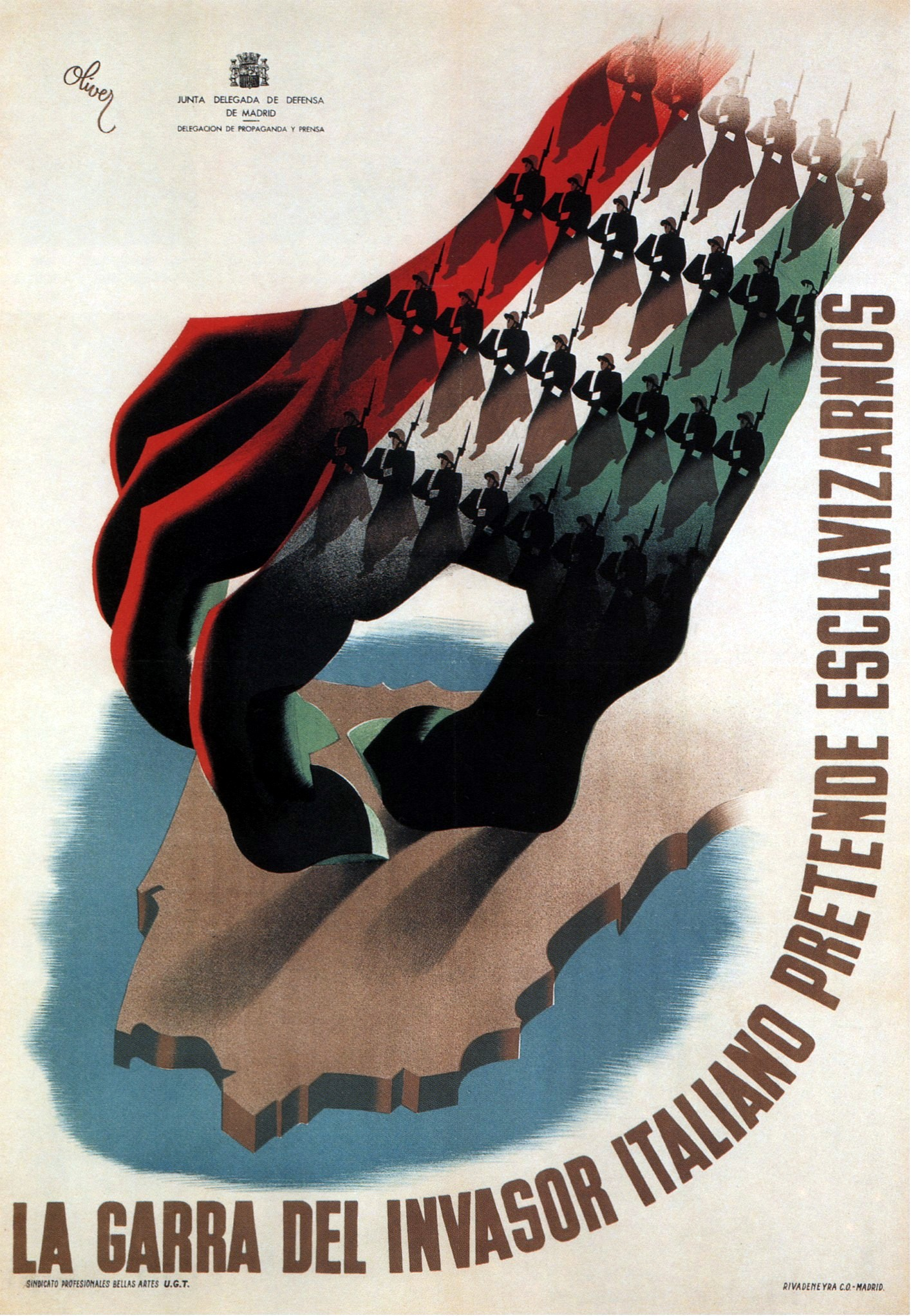
Plakat der Republik gegen die „Klaue des italienischen Invasoren“

Das Corpo Truppe Volontarie (kurz CTV, zu deutsch Korps der freiwilligen Truppen) war ein von 1937 bis 1939 bestehender italienischer Militärverband, der vom Mussolini-Regime für Italiens Militärintervention in den Spanischen Bürgerkrieg aufgestellt wurde. Das CTV hatte Armeestärke und bestand sowohl aus freiwilligen Schwarzhemden-Divisionen als auch aus Divisionen der italienischen Armee. Seine Kommandanten waren Mario Roatta (1937), Ettore Bastico (1937), Mario Berti (1937–1938) und Gastone Gambara (1938–1939). Das CTV sollte nationalistisch-spanischen Truppen unter General Francisco Franco unterstützen.

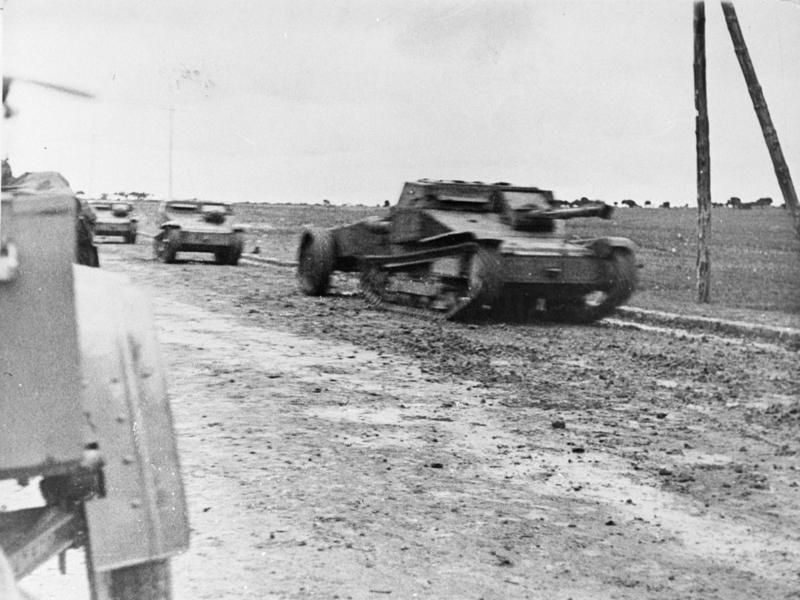
Italienische Panzer während der Schlacht bei Guadalajara.

## Organisation

### Das CTV unter Roatta (Februar–April 1937)
Bei seiner Gründung bestand das CTV aus vier rein italienischen Divisionen, die unter dem gemeinsamen Oberbefehl von General Mario Roatta als CTV-Kommandeur standen:
- die 1. Schwarzhemden-Division Dio lo Vuole unter General Edmondo Rossi
- die 2. Schwarzhemden-Division Fiamme Nere unter General Amerigo Coppi
- die 3. Schwarzhemden-Division Penne Nere unter General Luigi Nuvolini
- die von der Armee gestellte Division Littorio unter General Annibale Bergonozoli[1]

### Das CTV unter Bastico (April–Oktober 1937)
Nach der vernichtenden Niederlage der italienischen Truppen in der Schlacht bei Guadalajara wurde Roatta am 15. April 1937 durch Ettore Bastico ersetzt. Bastico leitete umgehend eine Reorganisation des CTV ein: Die sich im Kampf als nutzlos erwiesenen Schwarzhemden-Divisionen Dio lo Vuole und Penne Nere wurden zurück nach Italien geschickt. Im Gegenzug trafen im Juni 1500 neue Soldaten aus Italien ein, wonach das CTV in drei größere Einheiten unterteilt wurde:
- die Division Littorio unter General Bergonozoli
- die Division Fiamme Nere unter General Luigi Frusci
- die Division XXIII Marzo

Zusätzlich kam noch die gemischte Division Frecce Nere hinzu.

### Das CTV unter Berti (Oktober 1937–Oktober 1938)
Nach dem Sieg bei Santander erfolgte im Herbst 1937 eine erneute Reorganisation des CTV. Neuer Kommandeur wurde General Mario Berti, und die unter dessen Oberbefehl stehenden Divisionen wurden infolge der Hohen Verluste von drei auf zwei reduziert (Littorio und XXIII Marzo). Im Winter kam schließlich noch die gemischte Frecce Division hinzu, die im Wesentlichen aus den Brigaden Frecce Azurre und Frecce Nere bestand.

### Das CTV unter Gambara (Oktober 1938–April 1939)

Divisionsabzeichen der Littorio d’Assalto

Für die finale Kriegsphase wurde das Kommando über das CTV am 24. Oktober 1938 an Gastone Gambara übertragen. Die CTV-Streitkräfte bestanden nun aus der neuen Division Littorio d’Assalto sowie den drei gemischten Divisionen Frecce Nere, Frecce Azurre und Frecce Verdi.

## Rekrutierung
Die Gefallenenregister lassen darauf schließen, dass das Armeepersonal in überproportional hoher Weise aus Rekruten aus den südlichen Regionen Italiens sowie von Inseln bestand. Nord- und Mittelitalien beherbergten etwa zwei Drittel der italienischen Gesamtbevölkerung, jedoch stammte nur ein Drittel aller gefallenen Armeesoldaten des CTV aus diesen Regionen. Demgegenüber machten Süditalien und die Inseln mit nur einem Drittel der Gesamtbevölkerung zwei Drittel der gefallenen Armeesoldaten aus.

## Weitere Operationen
Das CTV kam nach einer Zeit der Reorganisation und der Ausbildung an der am 14. August 1937 gestarteten Offensive im Baskenland zum Einsatz und spielte zusammen mit italienischen Fliegereinheiten bei der Eroberung von Santander eine entscheidende Rolle. Hier mussten über 50.000 Republikaner in Gefangenschaft gehen, die Verluste des CTV beliefen sich auf 2.000 Gefallene und Verwundete. Kleinere Einheiten des CTV operierten schon seit März 1937 im Norden Spaniens, u. a. bei Bilbao.
Nach Santander operierte das CTV in Aragonien, unterstützte Francos Truppen in der Schlacht bei Teruel (Ende 1937–Anfang 1938) v. a. mit Artillerie und nahm im Frühjahr 1938 mit drei Divisionen an den Kämpfen am Ebro teil, in deren Folge Katalonien isoliert wurde. Die Verteidigung gegen die republikanische Gegenoffensive am Ebro unterstützten die Italiener wiederum vorwiegend mit Artillerie und aus der Luft. Auf Grund eines Abkommens mit der britischen Regierung zog Mussolini in dieser Zeit vorübergehend 10.000 seiner Soldaten ab. Nach fünfmonatigen schweren Kämpfen unterlagen die Republikaner im November 1938 schließlich.
Von Dezember 1938 bis Februar 1939 führte das wieder verstärkte CTV den Angriff der Nationalisten auf Katalonien an. Hier erlitt das CTV nochmals schwere Verluste, es gelang jedoch Ende Januar 1939 der Einmarsch in Barcelona. Viele Republikaner und ehemalige Mitglieder der Internationalen Brigaden setzten sich danach nach Frankreich ab.
Für den Sieg des nationalistischen Lagers im Spanischen Bürgerkrieg waren die italienischen Materiallieferungen, die Unterstützung des CTV und der italienischen Fliegereinheiten der Aviazione Legionaria von entscheidender Bedeutung. Daneben führte das italienische Engagement wie von Hitler angestrebt zur Bildung der Achse und mit dem Sieg der Faschisten in Spanien zu einer Verschärfung der ideologischen Polarisierung in Europa, was dann in den Zweiten Weltkrieg mündete. Der Krieg in Abessinien (1935–36) und die anschließende Beteiligung am Spanischen Bürgerkrieg führte zu einer gravierenden Schwächung Italiens im Bereich der Rüstung, die in den Jahren danach fatale Konsequenzen hatte.

## Aviazione Legionaria
Das Corpo Truppe Volontarie wurde von Anfang an von einer Fliegertruppe unterstützt, deren Bezeichnung Aviazione Legionaria („Legionäre Luftwaffe“) auf den Freiwilligenstatus ihrer Angehörigen hinweisen sollte. Tatsächlich handelte es sich um reguläre Einheiten der italienischen Luftwaffe. Am 30. Juli 1936 wurden unter strengster Geheimhaltung zwölf Bomber vom Typ Savoia-Marchetti SM.81 ohne Hoheitsabzeichen nach Spanien entsandt. Neun von ihnen kamen an (ein Bomber musste wegen Treibstoffmangel in Französisch-Marokko notlanden, was einen internationalen Sturm der Entrüstung auslöste, zwei weitere gingen wegen technischer Probleme verloren). Am 13. August 1936 trafen mit dem Handelsschiff „Neraide“ zwölf Fiat CR.32 in Melilla ein, die zusammen mit den neun Bombern offiziell der spanischen Fremdenlegion zugeteilt wurden, tatsächlich als Aviación del Tercio unter dem Kommando des italienischen Oberstleutnants Ruggero Bonomi verblieben. Die nur teilweise einsatzfähigen Fiat-Jäger kamen ab dem 17. August zum Einsatz und schossen am 20. August über Granada ein erstes republikanisches Flugzeug ab. Mit neuen weiteren CR.32 als Ersatz für fluguntaugliche Maschinen der ersten Lieferung bildete man die Jagdstaffel La Cucaracha, die bis Ende 1936 vorwiegend bei Salamanca, Sevilla und Granada eingesetzt wurde. Die Bomber vom Typ SM.81 transportierten vor allem nationalistische Soldaten sowie Waffen und Munition von Nordafrika nach Spanien.
Im Rahmen eines weiteren Abkommens vom 28. November 1936 verstärkte Italien seine Unterstützung für die Nationalisten, insbesondere weil die Republikaner aus dem Ausland immer besseres Fluggerät erhielten. Die drei mittlerweile bestehenden Staffeln (6. Leonello bzw. Gamba di Ferro, 16. Cucaracha, 23. Asso di Bastoni) wurden im Januar und Februar 1937 mit drei weiteren verstärkt. Bis zum Ende des Jahres trafen 182 Fiat CR.32 ein (bis Kriegsende wurden es 348, weitere 60 gingen an die Spanier), daneben auch Bomber der Typen Savoia-Marchetti SM.81 (insgesamt 64) und Savoia-Marchetti SM.79 (etwa 100), sowie Unterstützungsflugzeuge verschiedenster Bauart (etwa 80). Zum Teil wurden diese Maschinen auch auf den Balearen stationiert.
1937 griff die Aviazione Legionaria an fast allen Kriegsschauplätzen ein, außer in Asturien. Im Norden war man erwiesenermaßen in den Angriff der Legion Condor auf Gernika und in die Bombardierung von Durango verwickelt. Die auf den Balearen stationierten Verbände bombardierten im März 1938 wiederholt Barcelona. Sie sollten die Hafenanlagen bombardieren, richteten aber auch in der übrigen Stadt viel Schaden an. Insgesamt starben dabei etwa 1000 Zivilisten, woraufhin auch der Vatikan vehement protestierte.
Der Einsatz der 6.000 Mann starken Aviazione Legionaria endete im April 1939 mit der Offensive der Nationalisten in Katalonien. 276 verbleibende Flugzeuge wurden danach der nationalistischen Luftwaffe übergeben.
Die Maschinen der Aviazione Legionaria kamen insgesamt auf 135.265 Flugstunden und warfen 11.524 Tonnen Bomben ab. Die Italiener zerstörten fast die Hälfte der republikanischen Luftwaffe, 943 feindliche Flugzeuge (davon 40 am Boden). Außerdem beschädigten oder versenkten sie 224 Schiffe. Die eigenen Verluste betrugen 171 Gefallene, 192 Verwundete, 74 Jagdflugzeuge, acht Bomber, zwei Jagdbomber und zwei Aufklärungsflugzeuge. Der statistisch gesehen positive Ausgang der Operationen bestärkte bei der italienischen Führung den Glauben, noch immer über eine der stärksten Luftwaffen der Welt zu verfügen. Tatsächlich nutzten andere Staaten den Spanischen Bürgerkrieg oder die Zeit, um ihr eigenes Arsenal zu testen und zu verbessern, während die italienische Luftwaffe es vor allem zur Zeit des Bürgerkrieges versäumte, sich technisch auf dem aktuellen Stand zu halten. 1940 zog die Regia Aeronautica mit Doppeldeckern vom Typ Fiat CR.42 und mit schweren Sternmotoren ausgestatteten Macchi MC.200 in den Krieg gegen britische Hurricanes und Spitfires.

## Fazit
Der Sieg der Nationalisten am 1. April 1939 bedeutete für die Italiener nur, dass sie einen Verbündeten im westlichen Mittelmeer gewannen. Italien erwarb diesen Verbündeten mit dem Verlust von 3.819 getöteten und etwa 12.000 in Spanien verwundeten Italienern. Das italienische Militär verlor durch Kampfhandlungen rund 3.400 Maschinengewehre, 1.400 Mörser, 1.800 Geschütze, 6.800 Fahrzeuge, 760 Flugzeuge und 160 Panzer. Die finanziellen Kosten durch den Einsatz von annähernd 78.500 Italienern waren hoch, sie betrugen 6 bis 8,5 Milliarden Lire. Mit 14 bis 20 Prozent der jährlichen staatlichen Ausgaben war dies eine immense Belastung für die italienische Wirtschaft.

## Orden für die italienischen Freiwilligen

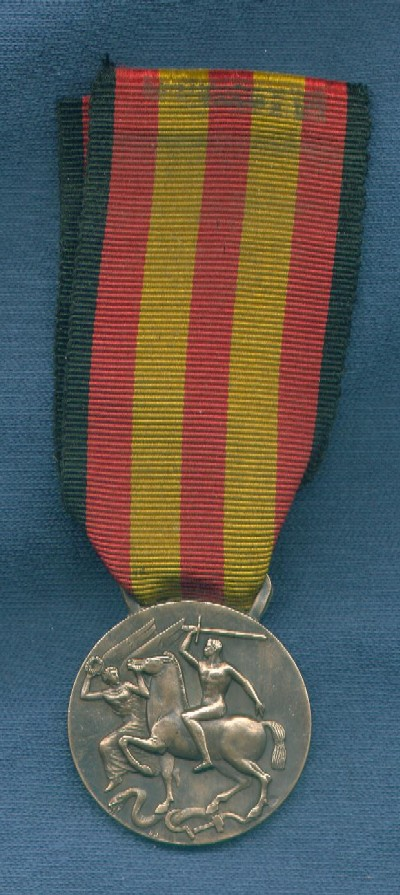
Orden Medaglia commemorativa della campagna di Spagna

Am 6. Juni 1940 wurde durch Viktor Emanuel III. per Dekret 1244/40 die Medaille für die Freiwilligen des Feldzuges in Spanien (it. Medaglia commemorativa della campagna di Spagna) gestiftet. Dieser Orden war das Pendant zum deutschen Spanienkreuz und konnte an alle italienischen Angehörigen des Corpo Truppe Volontarie verliehen werden. Voraussetzung für die Verleihung war eine mindestens dreimonatige Dienstzeit auf Seiten der Spanischen Nationalisten sowie ferner für militärische Tapferkeit vor dem Feind, Verwundung und Verdienste in der Truppenführung.

## Gedenken
Die Kirche St. Antonio de Padua in Saragossa wurde als zentrales Grabmonument für die 2889 gefallenen italienischen Angehörigen der Corpo Truppe Volontarie eingeweiht. Es ist das größte Mausoleum für italienische Soldaten in Spanien. Auf dem Friedhof in Palma de Mallorca erinnert ein wuchtiges Grabmal an rund 30 Gefallene der „Aviazione Legionaria“.